# Hoa hậu Hoàn vũ 2006
Hoa hậu Hoàn vũ 2006 là cuộc thi Hoa hậu Hoàn vũ lần thứ 55 diễn ra vào ngày 23 tháng 7 năm 2006 tại Thính phòng Shrine, Los Angeles, California, Hoa Kỳ. Người chiến thắng của cuộc thi này là cô sinh viên báo chí Zuleyka Rivera, đến từ Puerto Rico được trao vương miện bởi Hoa hậu Hoàn vũ 2005 Natalie Glebova đến từ Canada. Cuộc thi năm nay có tất cả 86 thí sinh tham gia đến từ các quốc gia và vùng lãnh thổ trên thế giới.

## Kết quả

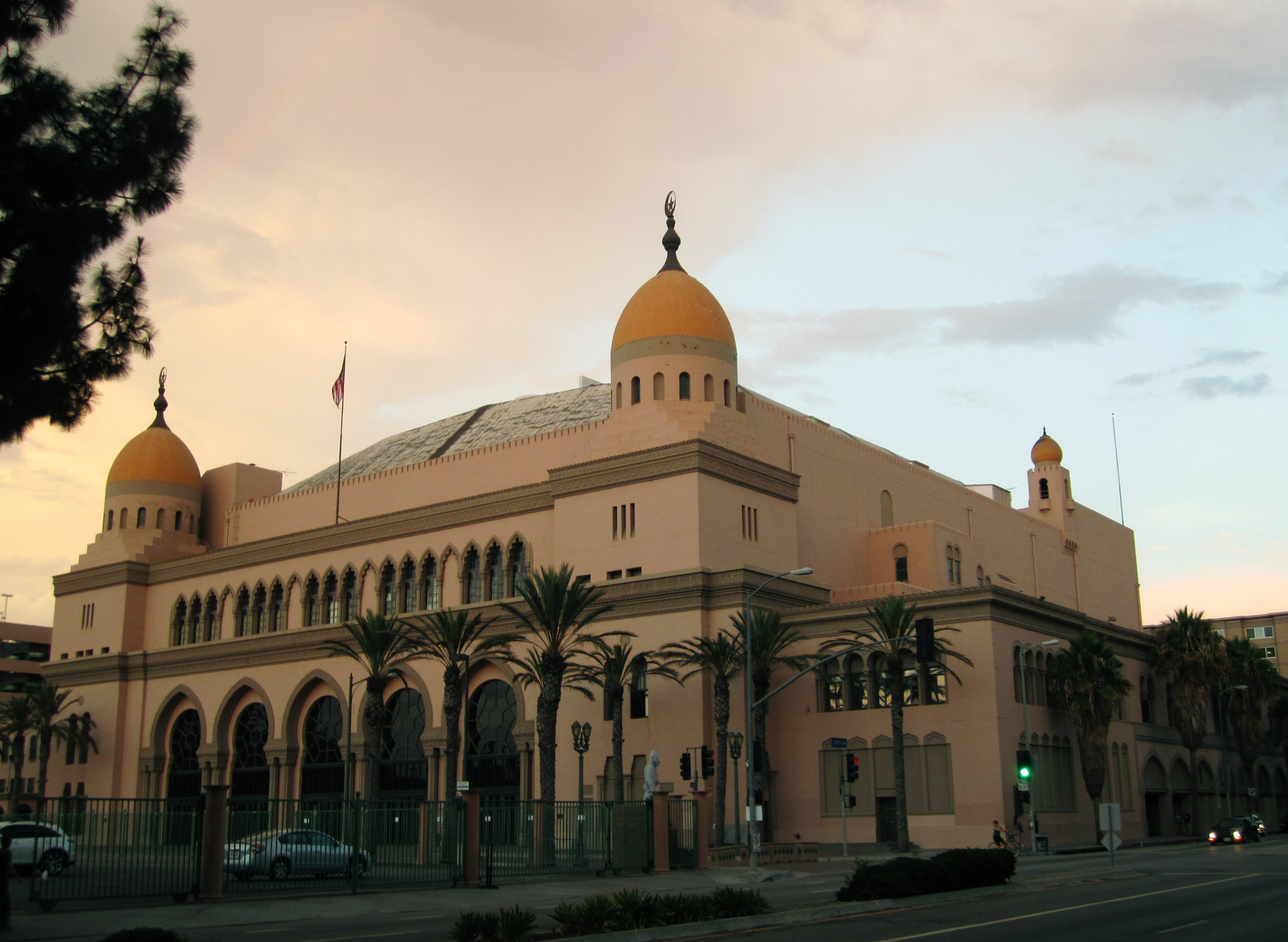
Thính phòng Shrine ở Los Angeles, địa điểm chính thức diễn ra cuộc thi Hoa hậu Hoàn vũ 2006.

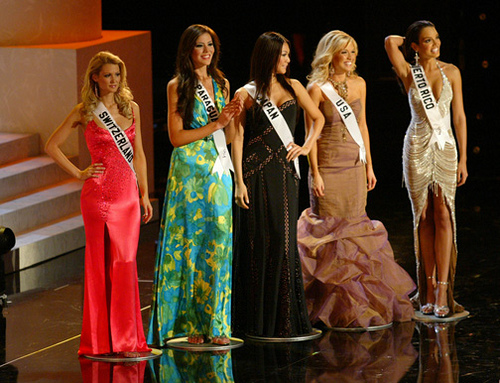
Top 5 Hoa hậu Hoàn vũ 2006

### Thứ hạng
| Kết quả              | Thí sinh |
| -------------------- | --- |
| Hoa hậu Hoàn vũ 2006 | - Puerto Rico – Zuleyka Rivera |
| Á hậu 1              | - Nhật Bản – Kurara Chibana |
| Á hậu 2              | - Thụy Sĩ – Lauriane Gillieron |
| Á hậu 3              | - Paraguay – Lourdes Arevalos |
| Á hậu 4              | - Hoa Kỳ – Tara Conner |
| Top 10               | - Bolivia – Desiree Durán - Canada – Alice Panikian - Colombia – Valerie Dominguez - Mexico – Priscila Perales - Trinidad và Tobago – Kenisha Thom |
| Top 20               | - Argentina – Magali Romitelli - Brazil – Rafaela Zanella - Đan Mạch – Betina Faurbye - Ethiopia – Dina Fekadu - Hungary – Adrienn Bende - Ấn Độ – Neha Kapur - Nga – Anna Litvinova † - Thụy Điển – Josephine Alhanko - Thái Lan – Charm Osathanond - Ukraine – Inna Tsymbalyuk |

### Các giải thưởng đặc biệt
| Giải thưởng        | Thí sinh                         |
| ------------------ | -------------------------------- |
| Hoa hậu Thân thiện | - Ghana – Angela Asare           |
| Hoa hậu Ảnh        | - Philippines – Lia Andrea Ramos |

### Trang phục dân tộc đẹp nhất
| Kết quả   | Thí sinh                           |
| --------- | ---------------------------------- |
| Giải Nhất | - Nhật Bản – Kurara Chibana        |
| Giải Nhì  | - Indonesia – Nadine Chandrawinata |
| Giải Ba   | - Ecuador – Catalina López         |

### Thứ tự công bố
| 1. Puerto Rico 2. Đan Mạch 3. Thụy Sĩ 4. Colombia 5. Ethiopia 6. Nga 7. Canada 8. Nhật Bản 9. Thụy Điển 10. Brazil 11. Trinidad và Tobago 12. Thái Lan 13. Bolivia 14. Hungary 15. Hoa Kỳ 16. Paraguay 17. Ấn Độ 18. Argentina 19. Ukraine 20. Mexico | 1. Canada 2. Trinidad và Tobago 3. Bolivia 4. Nhật Bản 5. Puerto Rico 6. Hoa Kỳ 7. Thụy Sĩ 8. Mexico 9. Colombia 10. Paraguay | 1. Thụy Sĩ 2. Paraguay 3. Nhật Bản 4. Hoa Kỳ 5. Puerto Rico |

## Nhạc nền
- Phần thi áo tắm: "Cha Cha" của Chelo (Trình diễn trực tiếp)
- Phần thi trang phục dạ hội: "Bedshaped (Cosi)" của Vittorio Grigolo (Trình diễn trực tiếp)

## Giám khảo
- Amelia Vega[1] – Hoa hậu Hoàn vũ 2003 đến từ Cộng hòa Dominican
- Bridgette Wilson[1] – Hoa hậu Tuổi Teen Mỹ 1990 đến từ Oregon
- James Lesure[1] – Diễn viên của NBC đến từ Las Vegas
- Claudia Jordan[1] – Người mẫu của chương trình giải trí "Deal or No Deal", Hoa hậu Tuổi Teen bang Rhode Island (Mỹ) 1990 và Hoa hậu bang Rhode Island (Mỹ) 1997
- Sean Yazbeck[1] – Quán quân mùa giải thứ năm của The Apprentice
- Emmitt Smith[1] – Cựu cầu thủ của Dallas Cowboys và quán quân "Dancing with the Stars "
- Marc Cherry[1] – Nhà văn và nhà sản xuất phim người Mỹ
- Tom Green[1] – Nam diễn viên hài nổi tiếng
- María Celeste Arrarás[1] – Phóng viên của Telemundo
- Patrick McMullan[1] – Nhiếp ảnh gia thời trang
- Santino Rice[1] – Người từng lọt vào chung kết cuộc thi "Project Runway"

* Nữ diễn viên Bo Derek trước đó đã được mời làm giám khảo nhưng đã bị thay thế.

## Thí sinh

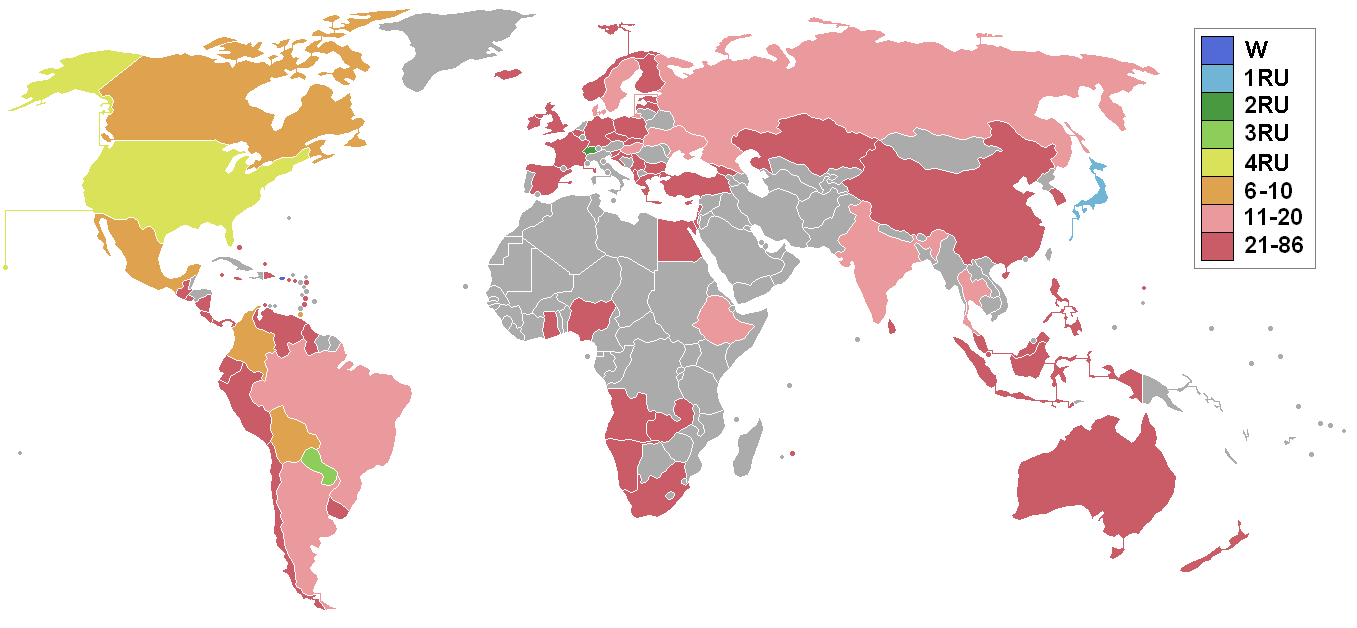
Các quốc gia và lãnh thổ tham gia Hoa hậu Hoàn vũ 2006 và kết quả.

Cuộc thi có tổng cộng 86 thí sinh tham gia:
| Quốc gia/Lãnh thổ           | Thí sinh                  | Tuổi | Chiều cao           |
| --------------------------- | ------------------------- | ---- | ------------------- |
| Albania                     | Eralda Hitaj              | 19   | 1,68 m (5 ft 6 in)  |
| Angola                      | Isménia Júnior            | 22   | 1,73 m (5 ft 8 in)  |
| Antigua và Barbuda          | Shari McEwan              | 18   | 1,75 m (5 ft 9 in)  |
| Argentina                   | Magali Romitelli          | 18   | 1,75 m (5 ft 9 in)  |
| Aruba                       | Melissa Laclé             | 20   | 1,78 m (5 ft 10 in) |
| Úc                          | Erin McNaugth             | 24   | 1,75 m (5 ft 9 in)  |
| Bahamas                     | Samantha Cartet           | 24   | 1,68 m (5 ft 6 in)  |
| Bỉ                          | Tatinna Silva             | 21   | 1,75 m (5 ft 9 in)  |
| Bolivia                     | Dessiree Duran            | 20   | 1,75 m (5 ft 9 in)  |
| Brazil                      | Rafaela Köller Zanella    | 19   | 1,83 m (6 ft 0 in)  |
| Bulgaria                    | Galenna Dimova            | 24   | 1,75 m (5 ft 9 in)  |
| Canada                      | Alicie Panikian           | 21   | 1,83 m (6 ft 0 in)  |
| Quần đảo Cayman             | Ambuyak Evans             | 21   | 1,75 m (5 ft 9 in)  |
| Chile                       | Belén Montilla            | 23   | 1,78 m (5 ft 10 in) |
| Trung Quốc                  | Cao Anh Tuệ               | 23   | 1,70 m (5 ft 7 in)  |
| Colombia                    | Valerie Domínguez         | 25   | 1,75 m (5 ft 9 in)  |
| Costa Rica                  | Fabriella Quesada         | 22   | 1,75 m (5 ft 9 in)  |
| Croatia                     | Biljana Mančić            | 20   | 1,70 m (5 ft 7 in)  |
| Síp                         | Elena Ierdiakonou         | 23   | 1,75 m (5 ft 9 in)  |
| Cộng hòa Séc                | Rennata Langmannova       | 19   | 1,68 m (5 ft 6 in)  |
| Đan Mạch                    | Bettina Faurbye           | 24   | 1,78 m (5 ft 10 in) |
| Cộng hòa Dominican          | Mia Taveras               | 20   | 1,80 m (5 ft 11 in) |
| Ecuador                     | Catalina López            | 23   | 1,75 m (5 ft 9 in)  |
| Ai Cập                      | Fawssia Mohamed           | 23   | 1,78 m (5 ft 10 in) |
| El Salvador                 | Rebeca Iraheta            | 18   | 1,80 m (5 ft 11 in) |
| Estonia                     | Kirkee Klemmer            | 22   | 1,70 m (5 ft 7 in)  |
| Ethiopia                    | Dinna Fekadu              | 21   | 1,78 m (5 ft 10 in) |
| Phần Lan                    | Ninni Laaksonnen          | 22   | 1,75 m (5 ft 9 in)  |
| Pháp                        | Alexandra Rosenfeld       | 19   | 1,73 m (5 ft 8 in)  |
| Georgia                     | Ekaterine Buadze          | 20   | 1,78 m (5 ft 10 in) |
| Đức                         | Natalie Ackermann         | 26   | 1,75 m (5 ft 9 in)  |
| Ghana                       | Angela Asare              | 20   | 1,73 m (5 ft 8 in)  |
| Hy Lạp                      | Olympia Hopsonidou        | 23   | 1,80 m (5 ft 11 in) |
| Guatemala                   | Jackelinne Piccinni       | 22   | 1,73 m (5 ft 8 in)  |
| Guyana                      | Alana Ernest              | 19   | 1,68 m (5 ft 6 in)  |
| Hungary                     | Adienn Bende              | 21   | 1,75 m (5 ft 9 in)  |
| Iceland                     | Sif Aradóttir             | 21   | 1,73 m (5 ft 8 in)  |
| Ấn Độ                       | Neha Kapur                | 20   | 1,75 m (5 ft 9 in)  |
| Indonesia                   | Nadine Chandrawinata      | 22   | 1,75 m (5 ft 9 in)  |
| Ireland                     | Melanie Boreham           | 19   | 1,78 m (5 ft 10 in) |
| Israel                      | Anastacia Entin           | 21   | 1,73 m (5 ft 8 in)  |
| Jamaica                     | Cindy Wright              | 20   | 1,73 m (5 ft 8 in)  |
| Nhật Bản                    | Kurara Chibana            | 24   | 1,73 m (5 ft 8 in)  |
| Kazakhstan                  | Dina Nuraliyevva          | 21   | 1,75 m (5 ft 9 in)  |
| Hàn Quốc                    | Kim Joo-henn              | 25   | 1,75 m (5 ft 9 in)  |
| Latvia                      | Sanita Kubliņa            | 22   | 1,83 m (6 ft 0 in)  |
| Liban                       | Gabrielle Bou Rached      | 20   | 1,75 m (5 ft 9 in)  |
| Malaysia                    | Melissa Ann Tan           | 25   | 1,73 m (5 ft 8 in)  |
| Mauritius                   | Isabelle Antoo            | 22   | 1,75 m (5 ft 9 in)  |
| Mexico                      | Priscila Perales          | 23   | 1,73 m (5 ft 8 in)  |
| Namibia                     | Annna Nashandi            | 22   | 1,78 m (5 ft 10 in) |
| New Zealand                 | Elizabeth Gray            | 23   | 1,70 m (5 ft 7 in)  |
| Nicaragua                   | Cristiana Frixione        | 22   | 1,70 m (5 ft 7 in)  |
| Nigeria                     | Tieneprey Okki            | 21   | 1,75 m (5 ft 9 in)  |
| Bắc Mariana                 | Shequita Bennett          | 19   | 1,70 m (5 ft 7 in)  |
| Na Uy                       | Martinen Jonassen         | 19   | 1,70 m (5 ft 7 in)  |
| Panama                      | María Alessandra Mezquita | 22   | 1,70 m (5 ft 7 in)  |
| Paraguay                    | Lourdes Arévalos          | 22   | 1,83 m (6 ft 0 in)  |
| Perú                        | Fiorella Viñas            | 22   | 1,73 m (5 ft 8 in)  |
| Philippines                 | Lia Andrea Ramos          | 25   | 1,78 m (5 ft 10 in) |
| Ba Lan                      | Francys Sudnicka          | 26   | 1,75 m (5 ft 9 in)  |
| Puerto Rico                 | Zuleyka Rivera            | 18   | 1,78 m (5 ft 10 in) |
| Nga                         | Anna Litvinova            | 24   | 1,78 m (5 ft 10 in) |
| Serbia và Montenegro        | Nada Milinić              | 26   | 1,78 m (5 ft 10 in) |
| Singapore                   | Carol Cheong              | 25   | 1,75 m (5 ft 9 in)  |
| Slovakia                    | Judita Hrubyová           | 20   | 1,75 m (5 ft 9 in)  |
| Slovenia                    | Nataša Pinoza             | 22   | 1,78 m (5 ft 10 in) |
| Nam Phi                     | Thuli Sithole             | 22   | 1,75 m (5 ft 9 in)  |
| Tây Ban Nha                 | Elizabeth Reyes           | 21   | 1,80 m (5 ft 11 in) |
| Sri Lanka                   | Jacqueline Fernandez      | 20   | 1,75 m (5 ft 9 in)  |
| St. Lucia                   | Sascha Andrew-Rose        | 20   | 1,73 m (5 ft 8 in)  |
| St. Martin                  | Gisella Hilliman          | 19   | 1,70 m (5 ft 7 in)  |
| Saint Vincent và Grenadines | Shivern Peters            | 21   | 1,68 m (5 ft 6 in)  |
| Thụy Điển                   | Josephine Alhanko         | 25   | 1,73 m (5 ft 8 in)  |
| Thụy Sĩ                     | Laurianne Gillierón       | 21   | 1,70 m (5 ft 7 in)  |
| Thái Lan                    | Charm Osathanond          | 19   | 1,73 m (5 ft 8 in)  |
| Trinidad và Tobago          | Kenisha Thom              | 22   | 1,68 m (5 ft 6 in)  |
| Thổ Nhĩ Kỳ                  | Ceyla Kirazlı             | 20   | 1,75 m (5 ft 9 in)  |
| Quần đảo Turks và Caicos    | Shaveena Been             | 24   | 1,68 m (5 ft 6 in)  |
| Ukraina                     | Inna Tsymbalyuk           | 22   | 1,73 m (5 ft 8 in)  |
| Anh Quốc                    | Julie Doherty             | 18   | 1,70 m (5 ft 7 in)  |
| Uruguay                     | Fatimih Dávila            | 18   | 1,80 m (5 ft 11 in) |
| Hoa Kỳ                      | Tara Conner               | 20   | 1,65 m (5 ft 5 in)  |
| Quần đảo Virgin (Mỹ)        | JeT'aime Cerge            | 22   | 1,73 m (5 ft 8 in)  |
| Venezuela                   | Jictzad Viña              | 23   | 1,85 m (6 ft 1 in)  |
| Zambia                      | Mofya Chisenga †          | 23   | 1,75 m (5 ft 9 in)  |

## Thông tin về các cuộc thi quốc gia

### Tham gia lần đầu
- Kazakhstan

### Trở lại
Lần cuối tham gia vào năm 1977:
- St. Lucia

Lần cuối tham gia vào năm 1997:
- Iceland

Lần cuối tham gia vào năm 2000:
- St. Martin

Lần cuối tham gia vào năm 2002:
- Bắc Mariana

Lần cuối tham gia vào năm 2003:
- Argentina
- New Zealand

Lần cuối tham gia vào năm 2004:
- Quần đảo Cayman
- Estonia
- Ghana
- Saint Vincent và Grenadines
- Thụy Điển

### Thay thế
- Trung Quốc – Tề Phương được thay thế bởi Cao Anh Tuệ là đại diện chính thức trong cuộc thi năm nay.

### Bỏ cuộc
- Barbados
- Belize
- Curaçao
- Ý
- Kenya
- Hà Lan
- Việt Nam

## Thông tin thêm
- Sau khi đăng quang, Zuleyka đã ngất xỉu và sau khi tỉnh lại cô đã giải thích với báo giới rằng " do sân khấu quá nóng cộng với chiếc váy dạ hội của cô quá chật và nặng đã khiến cô ngất đi ".
- Sau cuộc thi, Hoa hậu Mỹ Tara Conner dính hàng loạt bê bối như sử dụng ma túy, tiệc tùng thâu đêm, tình dục bừa bãi, hôn Hoa hậu Tuổi Teen Mỹ 2006 Katie Blair... nhưng cô không bị tước vương miện vì đã đồng ý đi cai nghiện và sửa chữa những lỗi lầm.
- Hoa hậu Paraguay đã bị chơi xấu khi có ai đó làm hỏng chiếc váy dạ hội khiến cô phải đi mượn váy của Hoa hậu Bolivia.

## Các chú ý khác từ cuộc thi
Ghi nhận lịch sử
- Các quốc gia lần đầu tiên lọt vào chung kết là: Ethiopia, Hungary và Ukraine.
- Ethiopia là quốc gia châu Phi duy nhất lọt vào Top 20.
- Các quốc gia vào vòng chung kết sau một thời gian dài không đạt được thành tích là: Đan Mạch (39 năm), Argentina (27 năm), Thái Lan (18 năm), Bolivia (16 năm) và Thụy Điển (9 năm). Đây là sự vắng mặt dài nhất trong lịch sử của các quốc gia này mà không đạt được thành tích.